# Pierre-César Baroni
Pierre-César Baroni (ur. 13 marca 1953) – francuski kierowca rajdowy, rajdowy mistrz Europy 1993.
Karierę w rajdach rozpoczął w roku 1973. W roku 1993 został mistrzem Europy w rajdach samochodowych wygrywając cztery rajdy. Jego najlepszym wynikiem w WRC było piąte miejsce w Rajdzie Monte Carlo w sezonie 1996, startował tam samochodem Subaru Impreza 555. Trzykrotnie zajmował trzecie miejsce w mistrzostwach Francji w rajdach samochodowych (1988, 1989, 1992). Pięciokrotnie tryumfował we francuskim Rajdzie Antibes.